# Christian Lehmann der Jüngere

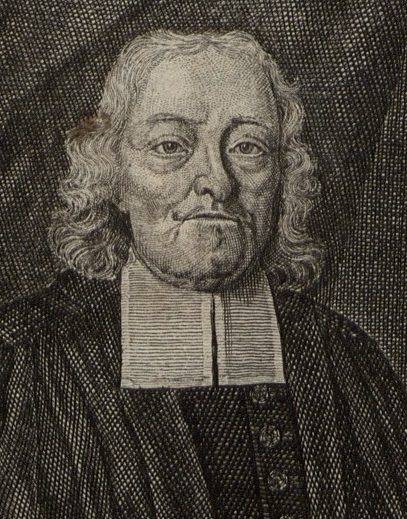
Christian Lehmann der Jüngere (1642–1723), Porträt von Moritz Bodenehr

Johann Christian Lehmann (* 2. Dezember 1642 in Scheibenberg; † 28. Oktober 1723 in Freiberg) war ein sächsischer lutherischer Theologe.

## Leben
Der Sohn des Scheibenberger Pfarrers Christian Lehmann und dessen Frau Euphrosina Kreusel wurde in früher Jugend von Privatlehrern unterrichtet. Auf Wunsch seiner Mutter besuchte er 1656 die Lateinschule in Chemnitz und ging zwei Jahre später nach Dresden, wo er Schreiber werden sollte. Durch die Unterstützung seines Bruders bekam er ein Stipendium, mit dem er 1659 die Thomasschule in Leipzig beziehen konnte. Er begann 1663 ein Studium an der Universität Leipzig, immatrikulierte sich am 4. Juli 1664 an der Universität Wittenberg und übernahm dort nebenbei die Stellung eines Hauslehrers bei den Kindern des Professors Michael Wendler.
In Wittenberg erwarb er am 15. Oktober 1666 den akademischen Grad Magister der Philosophie. Im Anschluss absolvierte er ein Studium der Theologie und besuchte vor allem die Vorlesungen von Abraham Calov und Johann Andreas Quenstedt. 1669 wurde er als Substitut seines Vaters in Scheibenberg tätig und ging 1675 als Diakon nach Annaberg. Hier stieg er 1679 zum Archidiakon auf und wurde 1685 zum Superintendenten befördert. In letzterer Position erlangte er Verdienste, indem er das Schulwesen verbesserte. Er reorganisierte die Kassen der Prediger und Schullehrer und unterrichtete die Geistlichen des Einflussbereiches seiner Superintendentur. Ein Angebot als Oberhofprediger in Zerbst lehnte er ab. Stattdessen übertrug ihm der sächsische Kurfürst, nachdem er am 2. Oktober 1697 in Wittenberg Lizentiat der Theologie wurde, die Superintendentur in Freiberg (Sachsen). Von dort aus promovierte er in Wittenberg am 6. Oktober 1698 zum Doktor der Theologie.
1699 veröffentlichte er in Leipzig das um eigene Erlebnisse ergänzte Manuskript seines Vaters unter dem Namen Historischer Schauplatz derer natürlichen Merkwürdigkeiten in dem Meißnischen Ober-Ertz-Gebürge. Als Manuskript hinterließ er eine Metallurgia sacra und verfasste zahlreiche Leichenpredigten. So hielt er 1711 die Grabrede für Abraham von Schönberg, in der er gemäß dem Wunsch des Verstorbenen eine ausführliche Autobiographie Schönbergs verlas. Zum Ende seiner Amtszeit förderte Lehmann Gottfried Silbermann und gewährte dem als kauzig und unzugänglich geltenden Orgelbaumeister vielfache Unterstützung.

## Familie
Aus seiner am 22. November 1675 in Schwarzenberg geschlossenen Ehe mit der dortigen Pfarrerstochter Anna Rosina Köhler sind die Söhne Christian Ehrenfried Lehmann (* 1682; † 13. Juli 1712 in Douay; war Doktor der Medizin und Feldarzt der sächsischen Truppen), Christian Gottlob Lehmann (wurde Ratsherr und Advokat in Freiberg, verfasste Tractatum de officio Superintendentis in Electoratu Saxoniae. Chemnitz 1725) und David Theodor Lehmann bekannt. Seine Tochter Johanna Rosina Lehmann (1678–1743) heiratete den Dresdner Pastor Paul Christian Hilscher und seine Tochter Marie Sophie Lehmann (1692–1767) 1710 den Doktor der Theologie, Christian Friedrich Wilisch (1684–1759), Rektor zu Annaberg, später Rektor und Hofprediger in Altenburg, zuletzt Superintendent in Freiberg.

## Werkauswahl
- Nomenclatorem Ministrorum Ecclesiae Dioecesis Annaebergensis. Dresden 1708
- Das erfreute Wittwenhertz. Freiberg 1709